# Понятичі (Вілейський район)
Понятичі (біл. вёска Поняцічы) — село в складі Вілейського району Мінської області, Білорусь. Село підпорядковане В'язинській сільській раді, розташоване в північній частині області.